# Evil (Roman)
Für den Roman aus dem Jahr 1981, siehe Jan Guillou bzw. die Verfilmung Evil (2003).
Evil (Originaltitel: The Girl Next Door, 'Das Mädchen von nebenan') ist ein 1989 veröffentlichter Roman des US-Schriftstellers Jack Ketchum, der beim Heyne Verlag 2005 unter dem Titel Evil auf Deutsch erschien.

## Handlung
Handlungsort ist eine Sackgasse am Rande einer US-amerikanischen Kleinstadt, die von mit Gärten umgebenen Häusern gesäumt ist. In den meisten Häusern wohnen Familien mit Kindern, die sich als „Sackgassenkinder“ bezeichnen und alle miteinander befreundet sind. Die Straße liegt am Rand eines Waldes und bei einem Bach.
Erzählt wird die Geschichte rückblickend aus dem Jahr 1987 von dem damaligen, zwölfjährigen Nachbarsjungen David, der Ruths Verfall in den Wahnsinn mitbekam, jedoch erst viel zu spät in seinem vollen Ausmaß erkannte. Der Roman spielt während der Sommerferien.
In den vergangenen Jahren spielten die Kinder ein Spiel, das schließlich einfach als das Spiel bezeichnet wurde. Es war im Vorjahr der Handlung zuletzt gespielt worden. Bei dem Spiel geht es darum, dass ein Kind gefangen genommen und gefesselt werden soll. Zunächst spielten das Spiel nur die Jungen, aber dann kam ein Mädchen dazu, was das Wesen des Spiels schleichend veränderte. Schließlich wird dieses Mädchen, bei dem sichtbar die Pubertät eingesetzt hat, nackt an einen Baum gebunden. Danach wird das Spiel aufgegeben.
Die vierzehnjährige Meg und ihre kleine Schwester Susan ziehen aus New York zu ihrer Tante Ruth. Die beiden haben knapp einen Autounfall überlebt, bei dem ihre Eltern verstarben. Bei Meg hat der Unfall einige Narben hinterlassen, während Susan stärker verletzt ist und Beinschienen tragen muss. Meg ist „stark und voll leichter Anmut“ und hübsch. Susan dagegen wirkt sehr verletzlich. Ruth (37) ist eine geschiedene und alleinerziehende Mutter, die bereits drei Jungen, Woofer (10) und die Zwillinge Willie und Donnie (12) erzieht. Sie gilt unter den Kindern der unbenannten Kleinstadt als Idealmutter, da sie die Kinder gelegentlich mit Bier und Zigaretten versorgte.
Durch das Auftauchen der neuen Kinder beginnt besonders für Ruth eine Abwärtsspirale und sie verfällt allmählich dem Wahnsinn – sie hasst Männer, die ihren Frauen in Form von Kindern nur Arbeit hinterlassen und nur Sex wollen. Diesen Hass lässt sie immer mehr an Meg und Susan aus. Meg ist in ihren Augen nur eine nymphomane Schlampe, während die hilflose Susan ihr selbst als Sexualobjekt sadomasochistischer Phantasien dient.
David freundet sich mit Meg an und verliebt sich in diese. Zusammen verbringen sie beispielsweise einige Stunden auf einem nahegelegenen Jahrmarkt, auf dem sie zusammen auf einem Riesenrad fahren; für Meg ist dies das erste Mal. Meg berichtet David davon, dass sie sich bei ihrer Tante nicht wohlfühlt. David glaubt, dass das nur daran liege, dass sie nicht an Mädchen in ihrem Haushalt gewohnt sei und dass die beiden Kinder mit Ruths Kindern nicht klarkommen, erklärt er mit deren Persönlichkeiten. Er ermuntert sie und glaubt daran, dass sich Susan und Meg erfolgreich integrieren würden. Als Meg David erzählt, dass sie früher gemalt habe, fordert dieser sie auf, ein Bild für Ruth zu malen. Das lehnt sie ab. Dann bittet er darum, dass sie ein Bild für ihn malen möge. Das tut Meg und schenkt es ihm. David lässt das Bild rahmen und übergibt es dann an Ruth, wobei er behauptet, Meg habe es für sie gemalt. Danach bricht ein heftiger Streit in Ruths Haus aus, sobald David gegangen ist.
In einer Nacht übernachten ein paar der Sackgassenkinder, alles Jungen, in einem Zelt in Ruths Garten. Im Zelt kommt das Gespräch auf nackte Frauen. Die Jungen interessieren sich dafür, wie Meg wohl nackt aussieht und schmieden einen Plan, um sie nackt zu sehen: Sie klettern abwechselnd auf einen Baum, der vor dem Badezimmerfenster steht, in der Hoffnung zu sehen, wie sich Meg wäscht und umzieht. Keines der Kinder bekommt Meg dabei zu sehen. David fühlt sich deshalb sogar von Meg betrogen.
Anfangs beschimpft Ruth die Mädchen nur. Dann wendet sie auch körperliche Gewalt an. Wenigstens einmal vollzieht sie eine Prügelstrafe an Susan als Bestrafung für ein Fehlverhalten Megs; sie schlägt mehrfach mit einem Gürtel auf das nackte Gesäß des Mädchens ein. Als Meg es wagt, einen Polizisten anzusprechen, eskaliert die Situation: Sie kann den Polizisten abwimmeln – doch nun beginnt für Meg eine wochenlange Tortur, als Ruth sie in den Keller sperrt. Es handelt sich nicht um einen normalen Kellerraum: Es ist 1958 und Ruths Ehemann hatte auf dem Höhepunkt der Atombomben-Paranoia einen Bunker ausgehoben. Dort haust nun Meg, abgeschottet von ihrer Schwester und der Außenwelt – ihrer neuen Familie hilflos ausgeliefert, die schnell anfängt, sie zu foltern.
David erlebt mit, wie Meg an Seilen aufgehängt die Nacht im Bunker verbringen muss, wie man sie entkleidet und demütigt. David macht bei diesem „Spiel“, wie es die Nachbarn nennen, nie mit, verspürt aber eine fürchterliche Faszination und kann nächtelang vor Erregung nicht schlafen, besonders weil Ruths Jungen mit Begeisterung an den Folterungen teilnehmen und offensichtlich damit durchkommen.
Es wird immer schlimmer: Meg wird auf Essensentzug gesetzt, wird sie aufmüpfig, wird die Susan an ihrer Stelle geschlagen. Die körperliche Folter wird grausamer: Ruth drückt Zigaretten an Megs Körper aus, verbrennt sie mit dem Bügeleisen und steckt sie mit Hilfe ihrer drei Söhne unter eine dampfend heiße Dusche, die ihren gesamten Körper mit Brandblasen überzieht.
Noch immer sieht David sich machtlos, glaubt mittlerweile, er sei wegen seiner langen Untätigkeit ein Komplize. Ein Eingreifen scheint David unmöglich, doch die Situation verschlechtert sich noch für Meg, als Ruths Söhne ihre Freunde einweihen und mitbringen. Plötzlich wird Meg von drei weiteren Kindern gefoltert, die sie schlagen und ihr ins Gesicht urinieren. Meg bleibt dennoch stark und zerbricht auch nicht, als man sie zwingt, Hundekot zu essen.
Als einer der Jungen eher beiläufig nachfragt, ob man Meg nicht einfach umbringen sollte, kann David nicht mehr und beschließt, Meg zu helfen. In der Nacht bricht er in das Nachbarhaus ein, lässt Meg frei und flieht. Aber Meg kommt nicht weit: Sie will ihrer Schwester helfen und wird dabei erwischt. Der Alptraum eskaliert: Ruth lässt ihre Jungen Meg vergewaltigen. Gemeinsam brennen sie ihr mit einer glühenden Nähnadel die Worte „ICH FICKE FICK MICH“ in den Bauch.
Als David dies sieht, will er fliehen, doch er wird aufgehalten und nun mit Meg und Susan eingesperrt. Seine Folter ist es, dass er zusehen muss, was nun geschieht: Ruth ist zufrieden damit, dass Meg nun mit ihren Narben ein Leben lang entstellt sein und für Männer nicht mehr attraktiv sein wird – nun will sie aber dafür sorgen, dass Meg ihrerseits keine Männer mehr will. Mit einem glühenden Eisen lässt sie einen der Jungen Megs Klitoris verbrennen.
In jener Nacht, als eine gebrochene Meg mit ihren bloßen Fingern versucht, sich einen Weg durch den Betonfußboden zu graben, sieht sich David gezwungen zu handeln. Er legt ein Feuer im Bunker und will Ruth im anschließenden Chaos und im Rauch mit Susans Gehhilfen niederschlagen. Doch nicht nur Ruth kommt, auch ihre drei Söhne sind dabei. Sie überrumpeln David leicht. Als Meg helfen will, schlägt Ruth ihren Kopf mit aller Gewalt gegen die Wand – danach löschen sie das Feuer und sperren die drei wieder ein. Wenige Stunden später erliegt Meg ihren Verletzungen.
Davids Eltern vermissen ihren Sohn und schalten die Polizei ein. Ein Polizist erinnert sich an Megs Aussage und verdächtigt Ruth – schließlich werden die beiden Kinder und die tote Meg im Bunker gefunden. Ruth verweigert anfangs die Aussage, brüllt dann aber, Meg habe sich die Verletzungen selbst zugefügt und es nicht anders verdient. David hält es nicht mehr aus: Am Kopf der Treppe angekommen, stößt er Ruth hinunter, wobei sie sich das Genick bricht.
Da David am Ende doch helfen wollte und ihm nicht nachzuweisen ist, dass er an der Folterung beteiligt war, wird er freigesprochen. Die anderen kommen in die Jugendstrafanstalt, einer von ihnen wird später erneut zum Vergewaltiger werden. Noch Jahre lang kann David es nicht verkraften, dass er nicht vorher schon eingegriffen hat.

## Wirkung und Authentizität
Besonders die Tatsache, dass das Buch aus der Ich-Form geschrieben ist, macht das Buch so intensiv und teils beinahe unerträglich zu lesen, da der Erzähler am Anfang nichts als Begierde und Faszination empfindet und sich unangreifbar fühlt. Während der Leser sich wünscht, er möge doch endlich handeln, geht David voll in seiner Rolle als Zuschauer auf und schildert dies ohne Gewissensbisse.
In einer der Kernaussagen des Buchs bringt David jedoch auch den Leser als Betrachter ins Spiel und äußert den anhaltenden Wunsch, wissen zu wollen, wie die Geschichte weitergeht. Eben jenen Anlass das Buch weiter zu verfolgen macht den Leser somit mitverantwortlich für das Geschehen. Ebenso lässt Ketchum David die Herzszene in seiner Erzählung auslassen, das Ausbrennen der Klitoris wird nicht beschrieben, David äußert lediglich, dass dies das grausamste Erlebnis seines Lebens gewesen sei und er darüber nicht sprechen oder schreiben werde.
Die Foltersequenzen sind unerbittlich, Ruth ist dabei eher apathisch, fast pragmatisch – sie tut nur, was sie für richtig hält.
Der Roman beruht auf einer wahren Begebenheit. 1965 wurde die damals sechzehnjährige Sylvia Likens von ihrer Pflegemutter Gertrude Baniszewski und deren Kindern zu Tode gefoltert.

## Bücher
- The Girl Next Door, Grand Central Publishing, 1989, ISBN 0-446-34909-7 (Originalausgabe)
- Evil, Heyne Verlag, 2005, ISBN 978-3-453-67502-5 (deutsche Übersetzung)

## Verfilmung
Das Buch wurde 2007 unter der Regie von Gregory M. Wilson unter dem Titel Jack Ketchum’s Evil verfilmt US-Schriftsteller Stephen King meinte zur Verfilmung: „Der erste wirklich schockierende amerikanische Film, den ich seit Henry: Portrait of a Serial Killer vor 20 Jahren gesehen habe.“ (Zitat vom Cover der deutschen DVD). Eine erweiterte englischsprachige DVD Jack Ketchum’s The Girl Next Door: Movie Omnibus erschien 2010.

## Quelle
- Dieser Artikel basiert in seiner Ursprungsversion auf dem Artikel Evil aus der freien Enzyklopädie KingWiki und steht sowohl unter einer Creative Commons Licence als auch unter der GNU-Lizenz für freie Dokumentation zur Verfügung (der Autor schreibt dort unter dem Benutzernamen Croaton).